# Demonax viverra
Demonax viverra är en skalbaggsart som först beskrevs av Francis Polkinghorne Pascoe 1858.  Demonax viverra ingår i släktet Demonax och familjen långhorningar. Inga underarter finns listade i Catalogue of Life.